# Port lotniczy Besalampy
Port lotniczy Besalampy (IATA: BPY, ICAO: FMNQ) – port lotniczy położony w Besalampy na Madagaskarze.

## Linie lotnicze i połączenia
| Linia Lotnicza | Kierunek      |
| -------------- | ------------- |
| Air Madagascar | 1. Maintirano |